# Serramanna
Serramanna (en sard, Serramanna) és un municipi italià, situat a la regió de Sardenya i a la província de Sardenya del Sud. L'any 2004 tenia 9.443 habitants. Es troba a la regió de Monreale. Limita amb els municipis de Nuraminis (CA), Samassi, Sanluri, Serrenti, Villacidro i Villasor (CA).

## Administració
| Període | Identitat           | Partit |
| ------- | ------------------- | ------ |
| 2005-   | Alessandro Marongiu | PD     |